# Pirokatešinska strojila
Pirokatešinska strojila: hrastovo lubje, smrekovo lubje, vrbovo lubje, brezovo lubje, mimozino lubje, mangrovino lubje, maletovo lubje, hemlokovo lubje, kebračev les, katešujev les, gambirjevo listje.